# Golpe de Estado no Paraguai em 1989
O golpe de Estado no Paraguai em 1989 ocorreu durante os dias 2 e 3 de fevereiro de 1989, onde um grupo de militares liderados pelo general Andrés Rodríguez se rebelaram contra o então presidente Alfredo Stroessner.
A derrubada do presidente e general Alfredo Stroessner, marcou o fim do mais longo governo autoritário da história independente do Paraguai e um dos mais longos do mundo, com 34 anos, 5 meses e 19 dias. Os acontecimentos estão ligados com o resultado da operação militar conduzida no verão de 1989, foi produto dos mesmos órgãos que naquela época sustentavam o regime autoritário: o Partido Colorado, que era o partido governante, como as Forças Armadas.
O general Andrés Rodríguez era um dos homens mais poderosos do Paraguai e um dos quais o ditador tinha mais confiança, ao ponto que em pleno golpe de estado se recusar a acreditar que Rodriguez estava liderando a rebelião. Além de ser seu consogro, uma vez que havia um laço familiar pelo casamento de sua filha Mirta Rodríguez com Alfredo Stroessner Mora, filho do presidente Stroessner.
Rodriguez aboliu a pena de morte, removeu a lei marcial que regia por mais de 30 anos sem interrupção, legalizou os partidos da oposição e prendeu Stroessner (e alguns membros do seu governo), porém alguns dias depois, na convicção de que seria mais problemático de sua permanência no Paraguai, ele foi enviado ao exílio em Brasília, no Brasil. Para a surpresa de todos os setores políticos e sociais, inclusive de seu próprio partido, que o associavam ao seu sogro e sócio comercial (o ditador deposto) e acreditavam que seria apenas uma mudança de lado, Rodriguez governou poucos meses com pulso firme, apenas para cumprir sua promessa de convocar eleições. Assim, menos de três meses depois do golpe, convocou as eleições gerais livres em 1 de maio de 1989. Nestas, ocorridas com a participação de todos os partidos já legalizados, o Partido Colorado, que o indicou como candidato venceu com 77% dos votos.
O golpe foi apoiado pelo governo dos Estados Unidos, bem como vários outros setores populares opositores do regime de Stroessner, e até mesmo a Igreja Católica.

## Antecedentes
O general do exército Alfredo Stroessner, veterano da Guerra do Chaco e da Guerra Civil Paraguaia, chegou ao poder após o golpe de Estado de 1954. Como presidente, ele declarou estado de sítio e instituiu uma série de leis e reformas de segurança que lhe deram o poder de suspender as liberdades civis, incluindo habeas corpus e liberdade de reunião. Entre 1958 e 1988, Stroessner foi reeleito sete vezes consecutivas por suspeita de fraude por ter uma elevada margem de vitória suspeita. Apenas nas eleições gerais de 1968, um candidato da oposição recebeu mais de 20% dos votos.
Os Estados Unidos foram um dos maiores aliados do presidente Stroessner, possivelmente o mais forte aliado da América Latina, devido à sua fervorosa luta anticomunista e suas insurgências. O Paraguai recebeu grande ajuda militar dos Estados Unidos durante as décadas de 1960 e 70. No entanto, no final da década de 1970, as relações entre os Estados Unidos e o Paraguai mudaram substancialmente e esses benefícios começaram a ser cortados, principalmente devido à crescente preocupação com a ausência de um governo democrático e a presença de violações dos direitos humanos no país.
Em meados da década de 1980, uma crise da dívida externa se instalou na região, afetando principalmente o Paraguai, que não mais se beneficiava de seu maior aliado norte-americano. A Guerra Fria se aproximava de seu fim, então aos poucos foi perdendo o apoio dos Estados Unidos, que foi um de seus maiores aliados na luta contra o comunismo e suas insurgências. Os governos militares ditatoriais da região, como Argentina, Brasil e Uruguai retornaram à democracia no decorrer dos anos 80, então o povo paraguaio aproveitou esse clima político para buscar liberdade e abertura democrática no país.
Manifestações frequentes foram realizadas por vários setores da cidadania, a Igreja Católica, países estrangeiros, a oposição e até mesmo membros de seu próprio partido, que clamavam por maior liberdade no Paraguai. O estado de sítio imposto por Stroessner décadas atrás foi oficialmente destituído em 1987 para acalmar a população. No entanto, este ato foi bastante simbólico, já que a maioria das estritas disposições de segurança do país permaneceram em vigor. A visita do Papa João Paulo II em maio de 1988 foi fundamental para apoiar a Igreja, reprimida pela ditadura devido às constantes denúncias de violações dos direitos humanos, e a população paraguaia que clamava por maiores liberdades.
Em 1987, surgiu uma crise política no Partido Colorado, devido à possibilidade do filho mais velho de Stroessner, o coronel Gustavo Stroessner, para suceder seu pai após o mandato presidencial de 1983-1988, algo que a maioria dos altos comandantes militares e importantes líderes do Colorado rejeitaram de imediato, o que fez com que o Partido se dividisse em duas facções: de um lado estavam os "militantes",que defendiam incondicionalmente ao ditador e os "tradicionalistas", que buscavam um Paraguai mais aberto e não eram mais a favor das muitas políticas de ditador.
No entanto, o próprio Alfredo Stroessner concorreu novamente para o mandato presidencial de 1988-1993, apesar de sua idade avançada e problemas de saúde. Os tradicionalistas não concordaram com a política de Stroessner, os “militantes” assumiram o comando do partido e se encarregaram de reprimir os “tradicionalistas” de seu próprio partido político, tratando-os como traidores e quebradores da paz. Como resultado, os "tradicionalistas" colorados uniram-se discretamente à oposição com outros partidos para planejar a subsequente derrubada do presidente.

## Golpe de Estado

### Preparativos
Entre os tradicionalistas estava o general Andrés Rodríguez, confidente próximo de Stroessner e comandante do 1º Corpo de Exército do Paraguai. Um forte candidato à sucessão do idoso presidente, a ala militante do partido tentou neutralizar seu poder político dando-lhe a opção de assumir o cargo amplamente cerimonial de ministro da Defesa ou se aposentar. Temendo uma rebelião, Stroessner já havia removido comandantes militares seniores e experientes de seus postos e os substituído por comparsas, sem Rodriguez. Como em outras ocasiões em Assunção, os boatos de um golpe começou a se espalhar antes de acontecer. Em janeiro de 1989, se dizia que a Cavalaria do Primeiro Corpo de Exército, uma das unidades militares mais poderosas do país, e sob o comando do general Rodríguez, daria fim à ditadura do general Alfredo Stroessner. No entanto, muitas pessoas se recusaram a acreditar, até mesmo o próprio presidente Stroessner, que isso era verdade, devido ao parentesco político que ambos os comandantes militares compartilhavam.
Pensava-se que se houvesse algum problema entre eles, eles o resolveriam levando em consideração os fatos que os sustentavam. Eram cunhados, pois havia vínculo familiar devido ao casamento de sua filha Marta com Alfredo Stroessner Mora, filho de Stroessner. Podiam ser essas circunstâncias, quando os planos subversivos estavam se desenvolvendo rapidamente, tenha feito Stroessner ignorar repetidamente primeiro o aviso, e depois de várias notícias, que o general Andrés Rodríguez estava à frente do levante.

### Derrubada e renúncia de Stroessner
De acordo com as últimas informações que os comandantes militares mais graduados que responderam a Stroessner, eles previram que o golpe ocorreria por volta das 3 da manhã do dia 3 de fevereiro de 1989. No entanto, o golpe já havia iniciado horas antes, por volta de 21h do dia 2 de fevereiro, junto com a captura de várias unidades militares, em cumplicidade com as forças rebeldes.
Os tanques de combate e as tropas do Primeiro Corpo de Exército atacaram os três centros leais a Stroessner em Assunção: o quartel-general da Polícia, o Palacio de los López e o batalhão de escolta presidencial. É aqui que ocorreu o maior número de vítimas (entre feridos e mortos). Não existe um número oficial do Estado paraguaio em relação aos feridos e mortos durante o golpe, porém acredita-se que entre 31 a 170 pessoas morreram e deixou 58 feridos, incluindo militares e civis.
Stroessner, após ter fugido de um primeiro ataque das tropas rebeldes, na noite de 2 de fevereiro, refugiou-se no prédio do Comandante em Chefe, onde os soldados do Batalhão de Escolta Presidencial o guardavam. Finalmente se rendeu por volta das 4 da manhã do dia 3 de fevereiro de 1989. De lá foi transferido para o quartel da Cavalaria, onde ficou hospedado na residência do general Andrés Rodríguez, na companhia de seus familiares. Na manhã daquele mesmo dia, Stroessner assinou um breve texto que chegou até Rodríguez:
Por meio deste documento, apresento minha renúncia inabalável como presidente da República do Paraguai e como comandante-chefe de suas Forças Armadas.— Alfredo Stroessner, 3 de fevereiro de 1989
Rodríguez assumiu o governo provisório, obtendo o apoio imediato da Igreja Católica, de setores populares contrários ao regime de Stroessner e do governo dos Estados Unidos, que anteriormente apoiava o regime de Stroessner, por considerá-lo seu aliado por seu espírito anticomunista. Ele convocou ao governo os membros do setor "tradicionalista" do Partido Colorado, que acabavam de ser transmitidos em uma assembleia fraudulenta, e representantes de partidos de oposição.

## Rodríguez no poder e exílio de Stroessner
Poucos dias depois do golpe, na convicção que sua permanência no Paraguai seria problemático, os colaboradores de Stroessner e os assessores do chefe do golpe militar do general Andrés Rodríguez tomaram várias providências para conseguir um destino com refúgio político. Finalmente, na tarde de 5 de fevereiro de 1989, foi enviado a um exílio político no Brasil, acompanhado por cerca de 30 familiares e assessores, num voo especial de um Boeing 707 da Líneas Aéreas Paraguayas, com destino ao Aeroporto de Viracopos, em Campinas, 100 quilômetros ao norte de São Paulo.
Rodríguez governou por alguns meses, com mão firme, apenas para cumprir a promessa de convocar eleições, promessa que poucos pensavam que seria cumprida. Rodríguez retirou a lei marcial que vigorava há mais de 30 anos sem interrupção, legalizou os partidos da oposição e prendeu alguns membros de Stroessner por um período.
Menos de três meses após o golpe, convocou eleições gerais pluralistas na segunda-feira, 1° de maio de 1989. Nessas, realizadas com liberdade e respeito e com a participação de todos os partidos já legalizados, o Partido Colorado, que o indicou como candidato, ganhou por 74,3% dos votos, após 35 anos de eleições a partir do tempo de Stroessner, que regularmente obteve mais de 95% dos votos; Rodríguez governou até 1993, ano em que assumiu o primeiro presidente civil do Paraguai em quase meio século, o engenheiro civil Juan Carlos Wasmosy Monti.
Em junho de 1992, teve início a Assembleia Nacional Constituinte, que finalmente promulgou a atual constituição paraguaia, que substituiu a de 1967, implementada por Stroessner, que estabelece um governo democrático, um estado laico, bem como a abolição da pena de morte, entre outros.
Em dezembro de 1992, em uma delegacia da cidade de Lambaré, foram encontrados documentos elaborados durante as décadas de setenta e oitenta, referentes à Operação Condor, da qual participaram os governos do Paraguai, Argentina, Brasil, Chile, Bolívia e Uruguai. Continham vários relatórios sobre troca e transferência de presos políticos, espionagem e controle de atividades civis, ao ponto de haver relatos de reuniões familiares ou simples conversas com amigos. Além disso, as sessões de tortura são mencionadas pelos mais diversos meios aberrantes, bem como sequestros, desaparecimentos, assassinatos, exílios, etc. Os documentos são chamados de Arquivos do Terror.
Stroessner passou seus últimos dias em Brasília, a capital brasileira, onde faleceu em 16 de agosto de 2006, 17 anos após sua queda, com a avançada idade de 93 anos, sem ter sido julgado por nenhum juiz, tanto do Brasil como do Paraguai.